# John Green
John Green   (Indianàpolis, 24 d'agost de 1977), de nom complet John Michael Green, és un famós escriptor de literatura juvenil i de ficció estatunidenc i també blogger de YouTube, juntament amb el seu germà, Hank Green. El seu canal s'anomena Vlogbrothers i el van iniciar l'any 2007. Gran part de la seva fama es deu a aquests vídeos que penja a YouTube.
Deu el seu reconeixement a la novel·la The fault in our stars; en català, No està escrit a les estrelles. Aquest drama d'amor adolescent entre uns joves de 16 i 17 anys amb càncer, va ser un gran èxit a tot el món i va ser número 1 a la llista dels llibres més venuts del New York Times el gener de 2012. L'any 2014 el director Josh Boone va decidir fer-ne una adaptació cinematogràfica, que va arribar a número 1 a les taquilles.

## Joventut i carrera
Green va néixer a la ciutat d'Indianàpolis, però es va criar a Orlando (Florida) i a Birmingham (Alabama). Va estudiar educació primària al Lake Highland Preparatory School, una escola privada d'Orlando, i després la secundària a l'Indian Springs School de Birmingham, on va passar l'adolescència i, com diu ell, «on va patir assetjament escolar». D'aquesta experiència en va treure la inspiració per al seu primer llibre, Buscant l'Alaska.
Va graduar-se en literatura anglesa i en ciències religioses (per això va estar treballant un temps com a aprenent de capellà). Durant uns cinc mesos va estar anant a un hospital de nens, i allà en va treure la inspiració per a escriure la seva gran novel·la “No està escrit a les estrelles", amb títol original The Fault In Our Stars. També va treballar com a crític i editor, sobretot de llibres de ficció i de l'islam, a l'editorial Booklist de Chicago, i despès en un diari de Nova York.
Actualment viu a Indianapolis, juntament amb la seva dona, Sarah Urist Green, amb qui es va casar el maig de 2006. Junts tenen dos fills: en Henry Green i l'Alice Green.

## Llibres
- Buscant l'Alaska (Looking For Alaska): és el seu primer llibre, que va ser publicat al març de 2005. El 2006 va guanyar el Michael L. Printz Award, i més endavant va arribar a número 10 del Best Seller, com a novel·la juvenil. Es tracta un drama romàntic entre uns joves adolescents, inspirada en la seva vida, concretament quan anava a l'Indian Springs School.
- “El teorema Katherine (An abundance of Katherines): és el seu segon llibre i va ser publicat l'any 2006, un any després de Looking for Alaska. Va arribar a finalista per al premi de Michael L. Printz Award. És una història en què els protagonistes són joves estudiants, com la majoria de les novel·les de Green, i on la temàtica és l'amor i les matemàtiques.
- Ciutats de paper (Paper Towns): és la tercera novel·la de Green, publicada a l'octubre de 2008. Va debutar com a número 5 al Best Seller de New York Times, i el 2009 va guanyar l'Edgar Award per al millor llibre juvenil. L'any 2015 se'n va estrenar la pel·lícula, dirigida per Jack Schreier i protagonitzada per Natt Wolff i Cara Delevingne.
- Nits blanques (Let it Snow: three holiday romances): va ser publicada l'octubre de 2008, és a dir: al mateix temps que Ciutats de paper. És un llibre que conté tres històries d'amor paral·leles, però separades. John Green n'és autor d'una, les altres dues van ser escrites per Lauren Myracle i Maureen Johnson.
- Will Grayson, Will Grayson: és una novel·la que ha escrit Green juntament amb David Levithan, i va ser publicada l'abril de 2010. És un llibre que està dividit entre dos nois que comparteixen nom, Will Grayson, i que tenen vides molt diferents. Va arribar a best seller al New York Times.
- No està escrit a les estrelles (The Fault in Our Stars): és la més coneguda novel·la de John Green, publicada el gener de 2012. És una història romàntica entre dos adolescents que tenen càncer, la Hazel Grace i l'Augustus Waters. John Green es va inspirar per fer aquesta novel·la després d'haver estat cinc mesos en un hospital de nens, i en va treure el títol d'una escena de l'obra de William Shakespeare Juli Cèsar (Julius Cesar, en la versió original) en què el noble Cassius li diu a Brutus: «la culpa, estimat Brutus, no la tenen les estrelles». Realment, hi ha una gran font d'inspiració de la novel·la: una noia anomenada Esther Earl, que morí a causa d'un càncer de tiroides; el mateix tipus de càncer que pateix la Hazel Grace Lancaster, protagonista de la novel·la. El director Josh Boone n'ha fet una adaptació cinematogràfica amb els actors Shailene Woodley i Ansel Elgort com a protagonistes.
- Tortugues camí avall: És la darrera novel·la que ha publicat John Green, essent de l'any 2017. Tracta la història d'una noia de setze anys, desde que comença a intentar resoldre el misteri de la desaparició del pare d'un vell amic, en Davis, juntament amb la seva millor amiga Daisy.

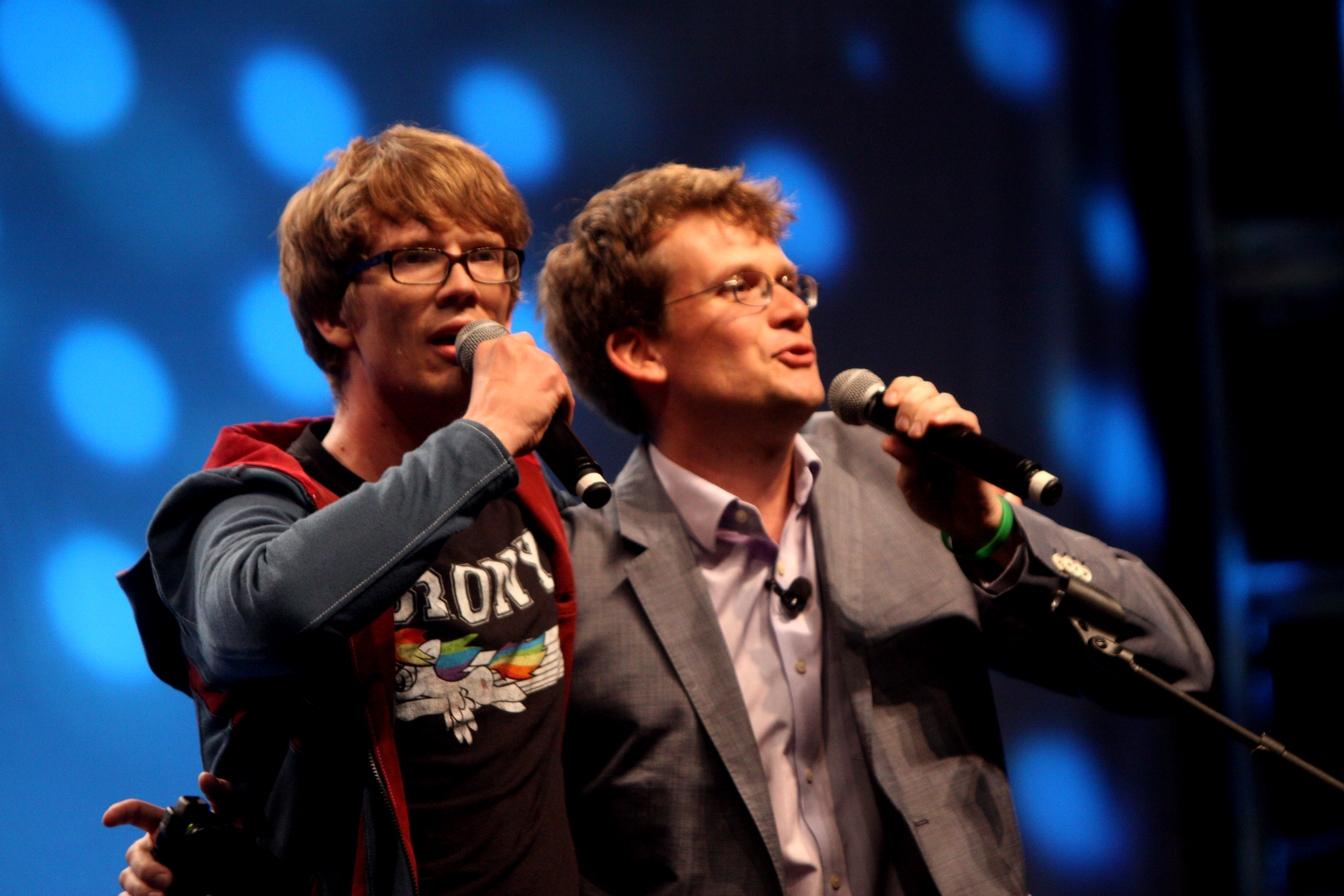
John i Hank Green, Vlogbrothers

## Vlogbrothers
Vlogbrothers és un canal de YouTube en què participen John Green i el seu germà, i alhora millor amic, Hank Green. Van iniciar-lo el gener de 2007, i actualment té més de dos milions i mig de subscriptors. Els germans Green no tracten de cap tema en particular en els seus vídeos: normalment parlen de les seves vides, de fets curiosos, fan bromes, i fins i tot en tenen algun en què parlen dels avenços en el camp literari de John. A vegades també es parla de la dona de John, la Sarah Urist Green, i es refereixen a ella com "el Ieti".